# 그리스 고궁

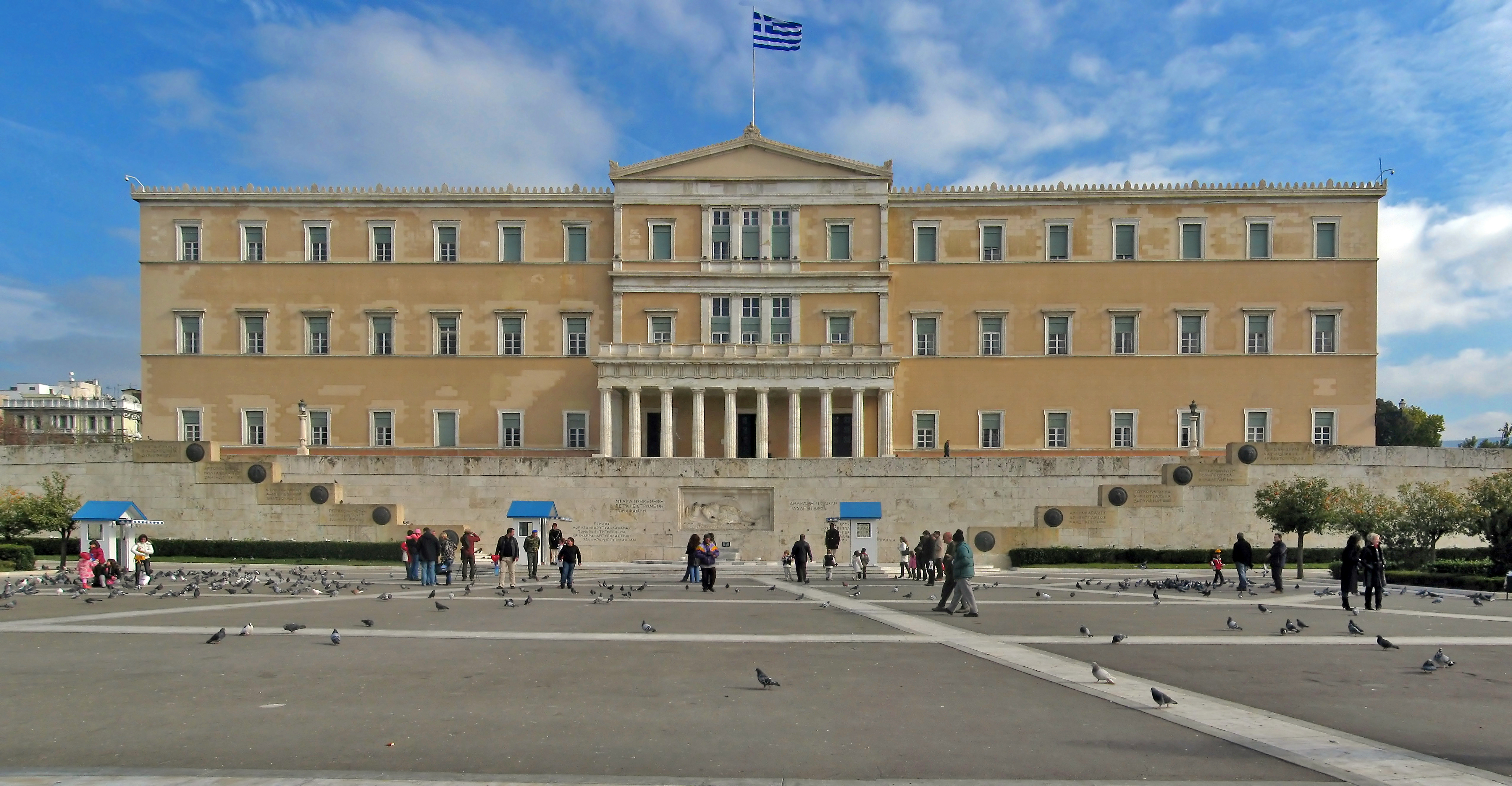
고궁 앞의 모습

그리스 고궁(현대 그리스어: Βουλή των Ελλήνων)은 1843년에 완성된 그리스의 군주가 사용하던 궁전이었다. 현재는 그리스 의회 의사당으로 사용되고 있다.

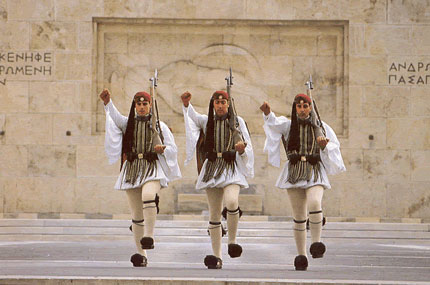
군인의 묘 앞에 있는 호위대

고궁의 양식은 신고전주의의 3층 건물로서 프레드릭 본 가트너가 1843년 완성하였다.
고궁은 1909년 화재 피해가 있으면서 재보수 공사에 상당한 시일을 보내게 된다. 왕실은 1924년까지 이곳에서 머물렀다. 왕정이 의회의 결정에 따라 폐지되자 다른 용도로 쓰이기도 하였다. 병원, 박물관 등으로도 쓰였다. 1929년 11월, 그리스 정부는 원래 1843년~1854년까지 스타디우 가의 구 건물에 위치해 있었고 1875~1932년까지도 있었던 의회를 이곳에 세우기로 결정을 내렸다. 그리고 1934년 8월 2일 의회를 이곳에서 소집하게 된다. 5대 의회 때의 일이었다. 같은 해 왕정이 복고되기 하였지만 의회 활동은 이곳에서 계속 이뤄지게 된다.
고궁 앞에는 신원이 밝혀지지 않은 군인들의 묘가 자리하고 있다. 그리스어로 "Μνημείο του Αγνώστου Στρατιώτη"라고 표시하는 이곳은 대통령 경호대가 지키고 있으며 고궁의 앞쪽에 위치한다. 이곳의 기념물은 1929년에 건설이 시작되었다.
고궁에는 2개의 큰 출입구가 있다. 서쪽 출입구는 군인들의 묘와 헌법 광장을 바라보고 있다. 반면 동쪽 출입구는 국립 정원을 바라보고 있다. 지하에는 800대를 수용할 수 있는 주차장이 있다.